# Ferdinand Barbedienne
Pour les articles homonymes, voir Barbedienne.
Ferdinand Barbedienne né le 6 août 1810 à Saint-Martin-de-Fresnay et mort le 21 mars 1892 à Paris est un industriel français, connu pour sa fonderie de bronze d'art.

## Biographie
Fils d’un modeste cultivateur normand, Ferdinand Barbedienne réalise une première fortune dans une affaire de papiers peints installée au 24 et 26, rue Notre-Dame-des-Victoires à Paris. En 1836, l'ingénieur, mécanicien et outilleur Achille Collas (1795-1859) invente un procédé mécanique de réduction de sculptures en ronde-bosse, en améliorant le pantographe des sculpteurs, dont il dépose le brevet en 1837,,.
Ferdinand Barbedienne s'associe avec Achille Collas en 1838, en fondant la Société A. Collas & Barbedienne, pour la production et la commercialisation de copies réduites de sculptures en utilisant divers matériaux, tels que l'albâtre, le bois, le bronze, l'ivoire ou la stéatite. Ils reproduisent, en bronze et en réduction, un grand nombre d'œuvres sculptées, conservées dans des musées européens, destinées à orner les intérieurs modernes. De plus, ils mirent au point de nouveaux procédés chimiques pour patiner les bronzes.
Ils présentent une réduction de la Vénus de Milo à l'Exposition nationale de 1839, ce qui leur vaut une médaille d'argent. L'idée fondamentale de Ferdinand Barbedienne est la démocratisation de l'art, en rendant financièrement accessibles des reproductions fidèles de chefs-d'œuvre. Les thèmes choisis sont souvent allégoriques et puisent largement dans le répertoire antique. Il est alors qualifié de « Gutenberg de la statuaire ».
Sous contrat d'édition avec les artistes, posant ainsi les bases juridiques d'une nouvelle industrie,,, Ferdinand Barbedienne reproduit les œuvres de sculpteurs contemporains comme François Rude en 1843, Carrier-Belleuse, Barye, Barye le fils, Émile-Coriolan Guillemin, Emmanuel Frémiet, Gardet, Jacquemart, Louis Albert-Lefeuvre, Pierre-Jules Mêne, Charles Valton, Henri Chapu, Fabio Stecchi ou Eugène Aizelin, et crée de très nombreux modèles de bronze d’ameublement, des émaux champlevés, ou émaux cloisonnés, en collaboration avec l'émailleur Alfred-Paul-Louis Serre (1837-1906), hauts et bas-reliefs en bois, etc.
Le procédé de duplication Collas - Barbedienne est perfectionné dans une machine à copier d'un seul bloc, qui leur permet d'obtenir une nouvelle médaille d'argent à l'Exposition nationale de 1844, à Paris,. L’idée de Barbedienne est de démocratiser l’art pour le rendre accessible, tout en étant conforme dans la reproduction de l’œuvre. Cette invention lui permet de commercialiser en plus grande quantité les œuvres de sculpteurs comme, entre autres, Paul Dubois ou Antonin Mercié.
La société envoie quelques pièces à l'Exposition universelle de 1851 à Londres, où elle reçoit une médaille spéciale pour sa reproduction en demi-taille de la porte principale, créée par Lorenzo Ghiberti, pour le baptistère Saint-Jean de Florence. Par la suite, Achille Collas reçoit la grande médaille d'honneur à l'Exposition universelle de 1855 à Paris.
À partir de 1855, le célèbre ornemaniste Louis-Constant Sévin (1821-1888) entre dans la société en qualité de sculpteur ornemaniste. À la mort d'Achille Collas, en 1859, Ferdinand Barbedienne devient seul propriétaire de la fonderie, qui compte alors 300 employés. En 1865, il devient président du comité des industries du bronze, poste qu'il conserva jusqu'en 1885.
Lors de la guerre franco-allemande de 1870, et à cause de la pénurie de métaux bruts, il doit cesser son activité de fondeur d'art. Cependant, l'activité de l'atelier perdure grâce à une commande de 70 canons pour le ministère de la Défense nationale. L'activité reprend une fois la guerre terminée et une grande partie de la production est destinée à l'exportation. Plus de 1 200 pièces sont produites chaque année. La qualité de la fonte, de la ciselure et de la patine, propres à la technique de Barbedienne, ont fait que la signature du fondeur a progressivement gagné en importance. Il est promu au grade de commandeur de la Légion d'honneur le 7 juillet 1874.
En 1878, la société présente une horloge monumentale de style néo-Renaissance, ornée d'émaux d'Alfred Serre, à l'Exposition universelle de 1878 à Paris, qui lui vaut une médaille d'or.
En 1879, Ferdinand Barbedienne acquiert 125 modèles de coulée à la vente successorale d'Antoine-Louis Barye, ce qui lui permet de consacrer un catalogue entier à ses œuvres.
En 1889, le catalogue compte 450 sujets déclinés en plusieurs dimensions, créés par 45 sculpteurs différents, dont une bonne moitié de contemporains à succès. Cette même année, il coule, pour la première fois, une réduction de la Vénus de Milo en aluminium, métal dont la production à l'échelle industrielle prend alors son essor.
À l'Exposition universelle de Paris de 1889, à Paris, la maison Barbedienne présente de nouveau un grand nombre de ses compositions, dont la grande horloge néo-Renaissance de 1878. Cette horloge a fait partie de la succession Leblanc-Barbedienne et a été donnée, par ses héritiers, à la ville de Paris, et est conservée à l'hôtel de ville.
À la mort de Ferdinand Barbedienne, le 21 mars 1892 à Paris, l'entreprise compte plus de 600 salariés. Il est inhumé le 25 mars 1892 à Paris au cimetière du Père-Lachaise (53e division),.
Son monument funéraire est orné de son buste réalisé par Henri Chapu, et de trois statues allégoriques, œuvres d'Alfred Boucher. Sa sépulture est inaugurée le 24 novembre 1894, en présence de nombreuses personnalités du monde artistique. Un discours faisant l'éloge du défunt est prononcé par le professeur Eugène Guillaume, sculpteur, et directeur de l'Académie de France à Rome,.

Fontes de Barbedienne
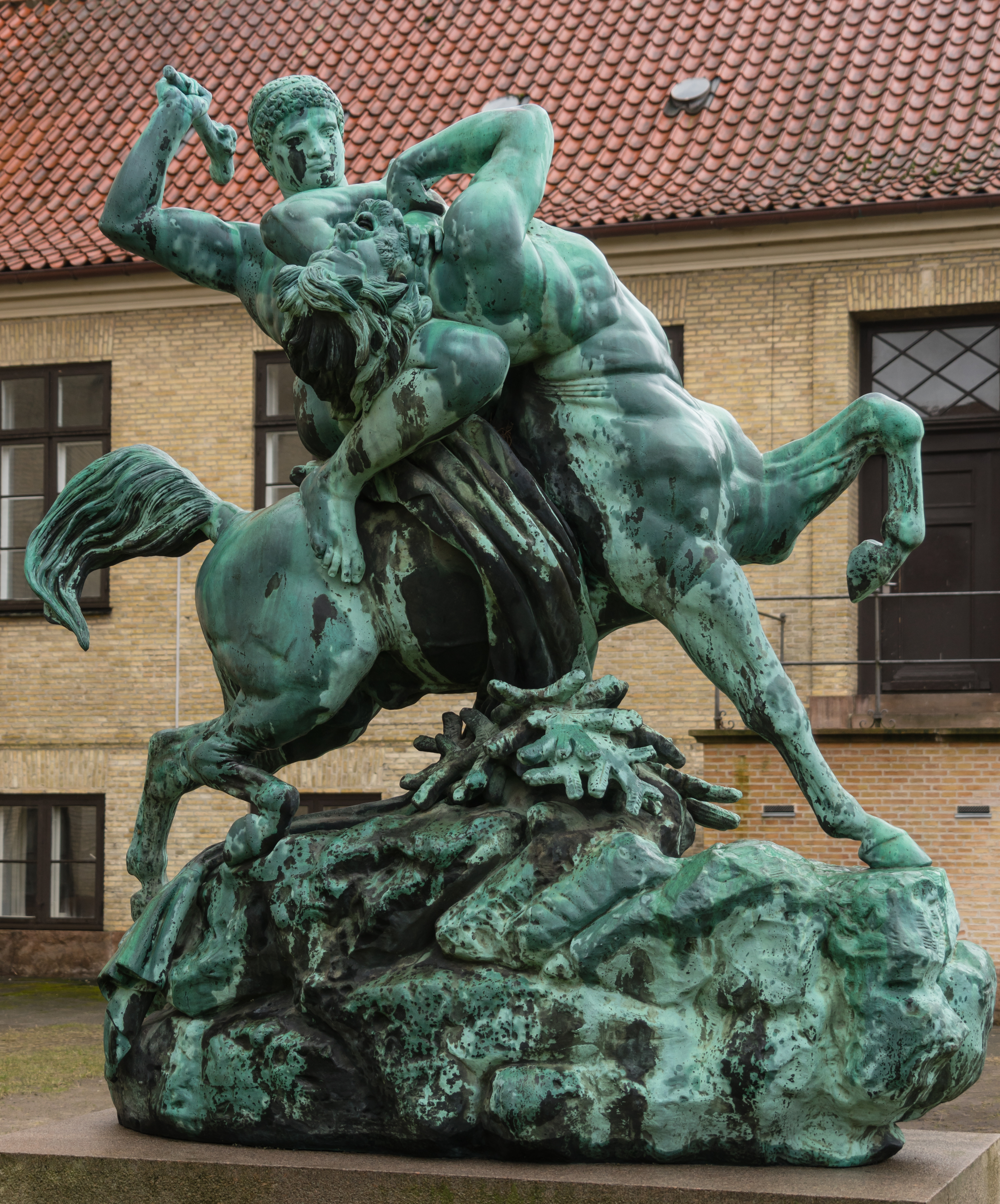
D'après Antoine-Louis Barye, Thésée combattant le centaure Biénor, parc de l'École cathédrale de Viborg.
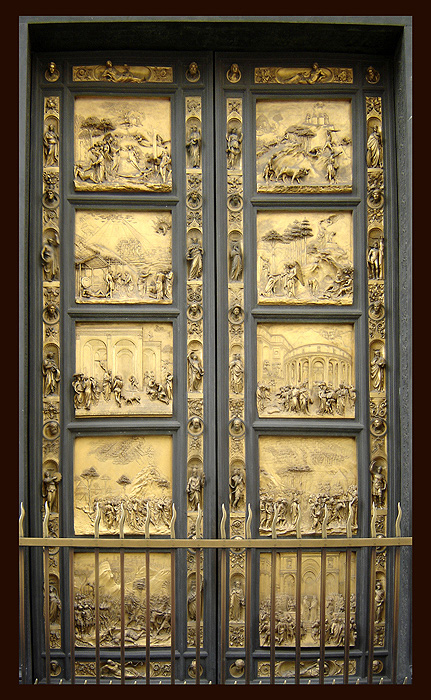
D'après Lorenzo Ghiberti, Les Portes du Paradis du baptistère Saint-Jean de Florence, anciennement Collection Demidoff.
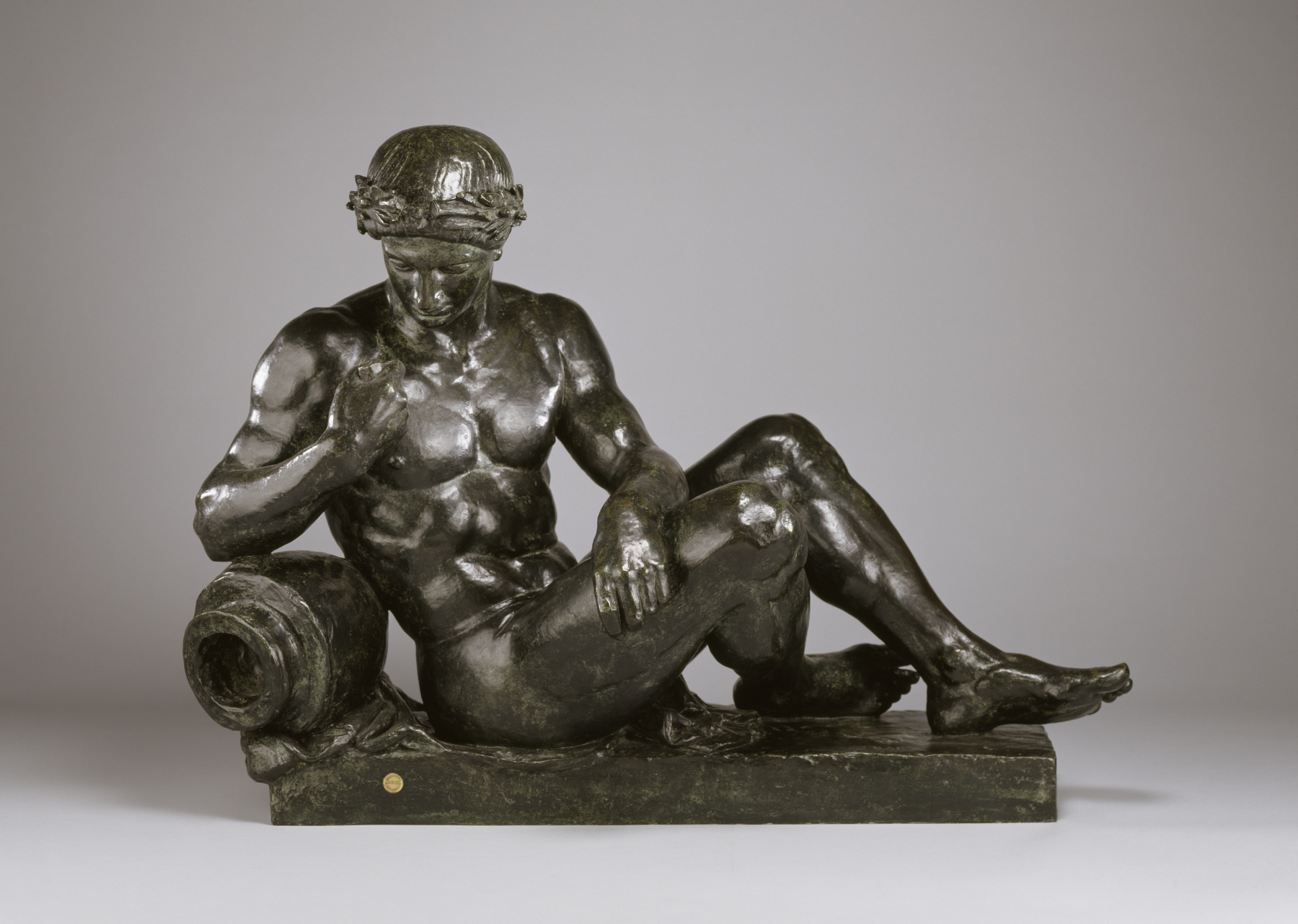
D'après Antoine-Louis Barye, Un Fleuve (1866-1867), Baltimore, Walters Art Museum.
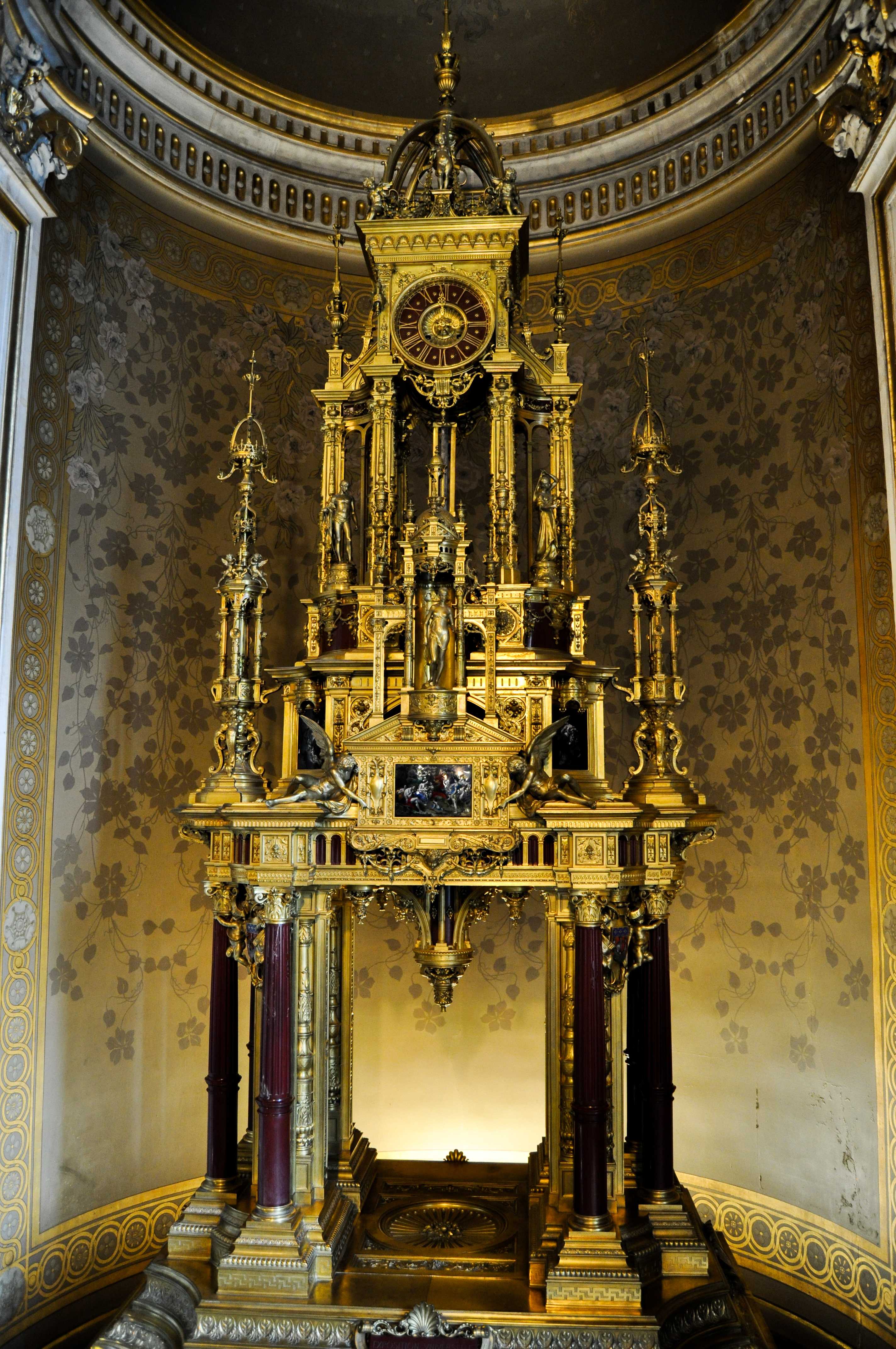
Louis-Constant Sévin et Alfred Serre, Grande horloge (1878), bronze doré, hôtel de ville de Paris.

## Postérité

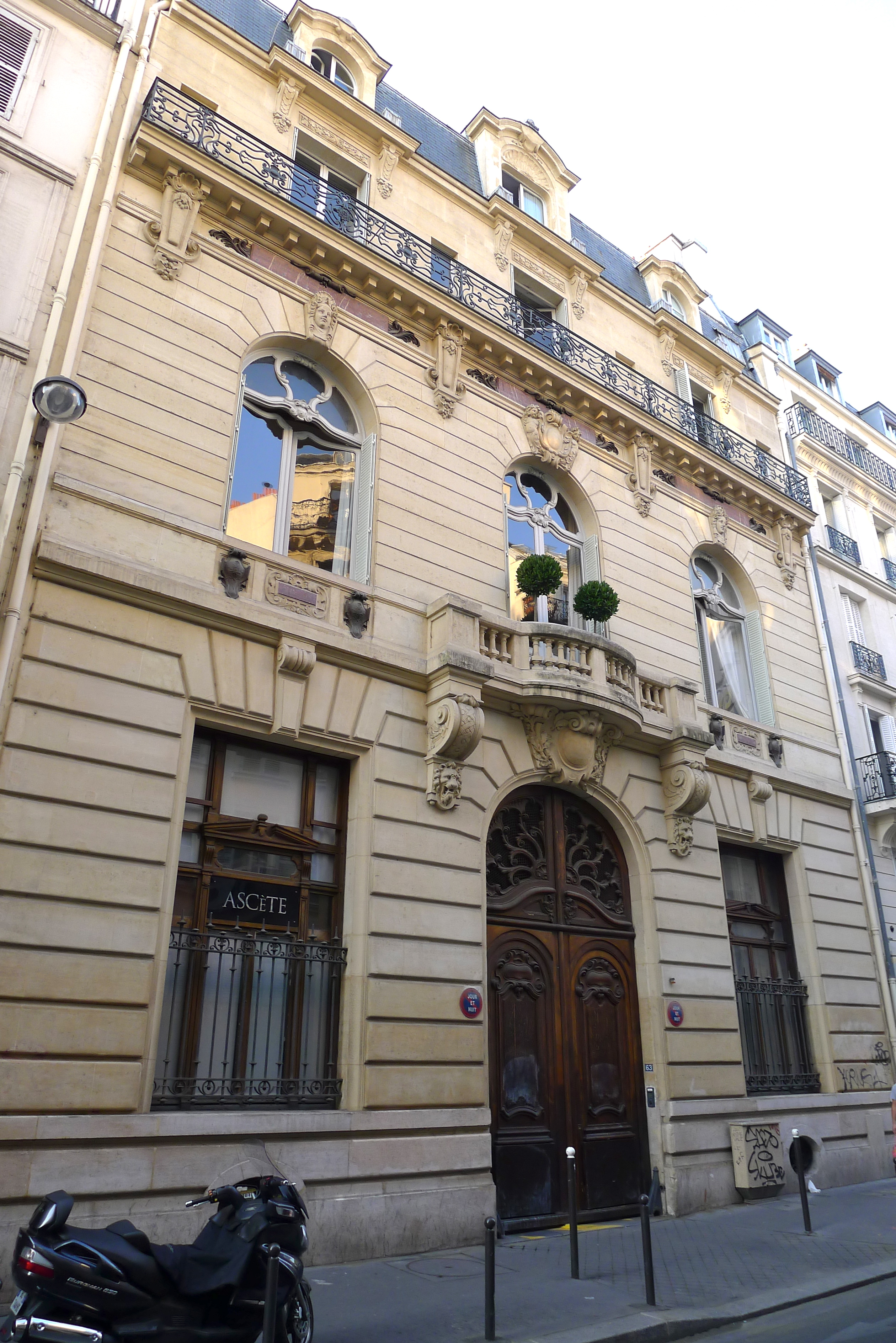
L'hôtel Leblanc-Barbedienne, 63, rue de Lancry à Paris (classé monument historique le 29 octobre 1975).

N'ayant pas eu d'enfant, c'est son neveu et successeur, Gustave Leblanc-Barbedienne, qui développe la fonderie en se spécialisant dans les bronzes monumentaux. En 1893, un décret présidentiel pris par Sadi Carnot autorise en effet Gustave Leblanc à s'appeler désormais Gustave Leblanc-Barbedienne. Les ateliers et salons d'exposition se trouvaient 63 rue de Lancry dans le 10e arrondissement de Paris.
Il signe un contrat avec Auguste Rodin, assurant à la compagnie l'exclusivité de Printemps éternel et du Baiser pour vingt ans. En 1895, il réalise la fonte des premières épreuves du groupe des Bourgeois de Calais.
Le nombre d'œuvres de toutes dimensions sorties des ateliers Barbedienne est très important, mais d'une qualité toujours exceptionnelle,.
Fernand Thesmar fit ses premières pièces dans son atelier.
L'activité à l'exportation de la fonderie, est renforcée par l'ouverture d'une succursale à Berlin en 1913, tandis que des concessionnaires assurent la diffusion en Grande-Bretagne et aux États-Unis.
Après la guerre de 1914-1918, pendant laquelle les ateliers sont en partie détruits par la Grosse Bertha lors des bombardements de Paris, l'entreprise réalisera d'innombrables monuments commémoratifs et signera la production posthume des bustes de Daumier de 1929 à 1952.
Le changement progressif du goût du public entraînera une baisse lente mais inéluctable de la production, et la maison Barbedienne arrêtera définitivement son activité le 31 décembre 1954.

## Sa sépulture
Inscrit MH (1983)

« Sur un haut pilier carré de pierre des Vosges repose le buste en bronze du mort […] À droite et à gauche du pilier, à la tête du sarcophage qu'il surmonte, deux figures grandeur nature de femmes, en bronze également. Toutes deux portent des palmes, mais l'une d'elles, celle qui symbolise l'Art, est casquée ; une chimère se tord sur son casque. L'autre est armée d'un marteau c'est l'industrie qu'elle allégorise. Sur le soubassement qui porte le monument tout entier, au pied du sarcophage, une délicieuse figure d'enfant est assise. Son buste est nu, mais la nudité en est si profondément chaste qu'elle est attendrissante. D'un geste découragé et très simple, mais qui exprime une douleur vraiment inconsolable, elle laisse retomber sur la pierre un flambeau dont la flamme vacille et s'éteint. »

— « Nouvelles diverses - Faits du jour », in Le Gaulois du 25 novembre 1894 et « Bloc-Notes parisien - Le monument de Ferdinand Barbedienne », Le Gaulois du 23 novembre 1894.

Sépulture de Ferdinand Barbedienne, Paris, cimetière du Père-Lachaise
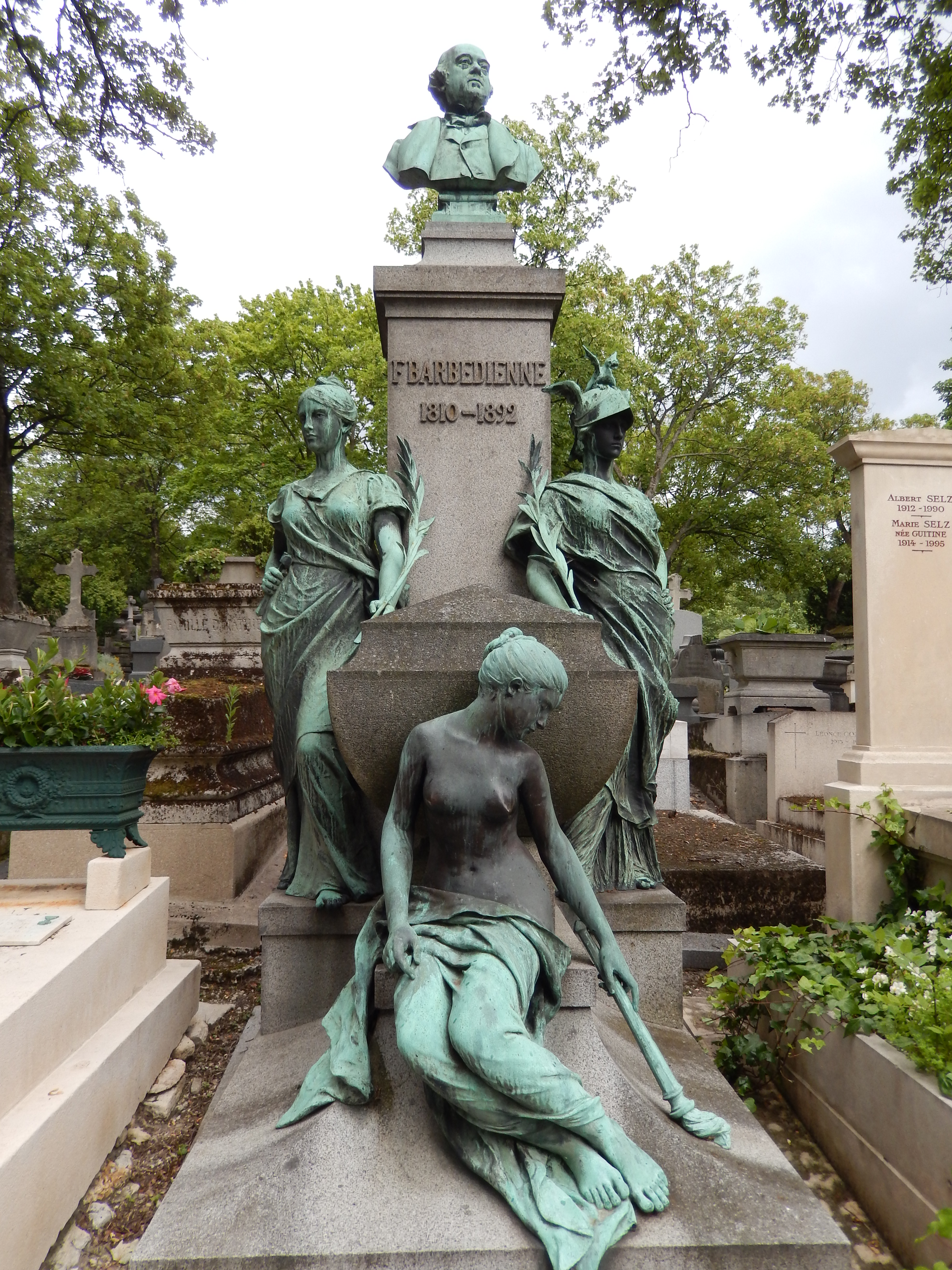
Vue générale du monument.
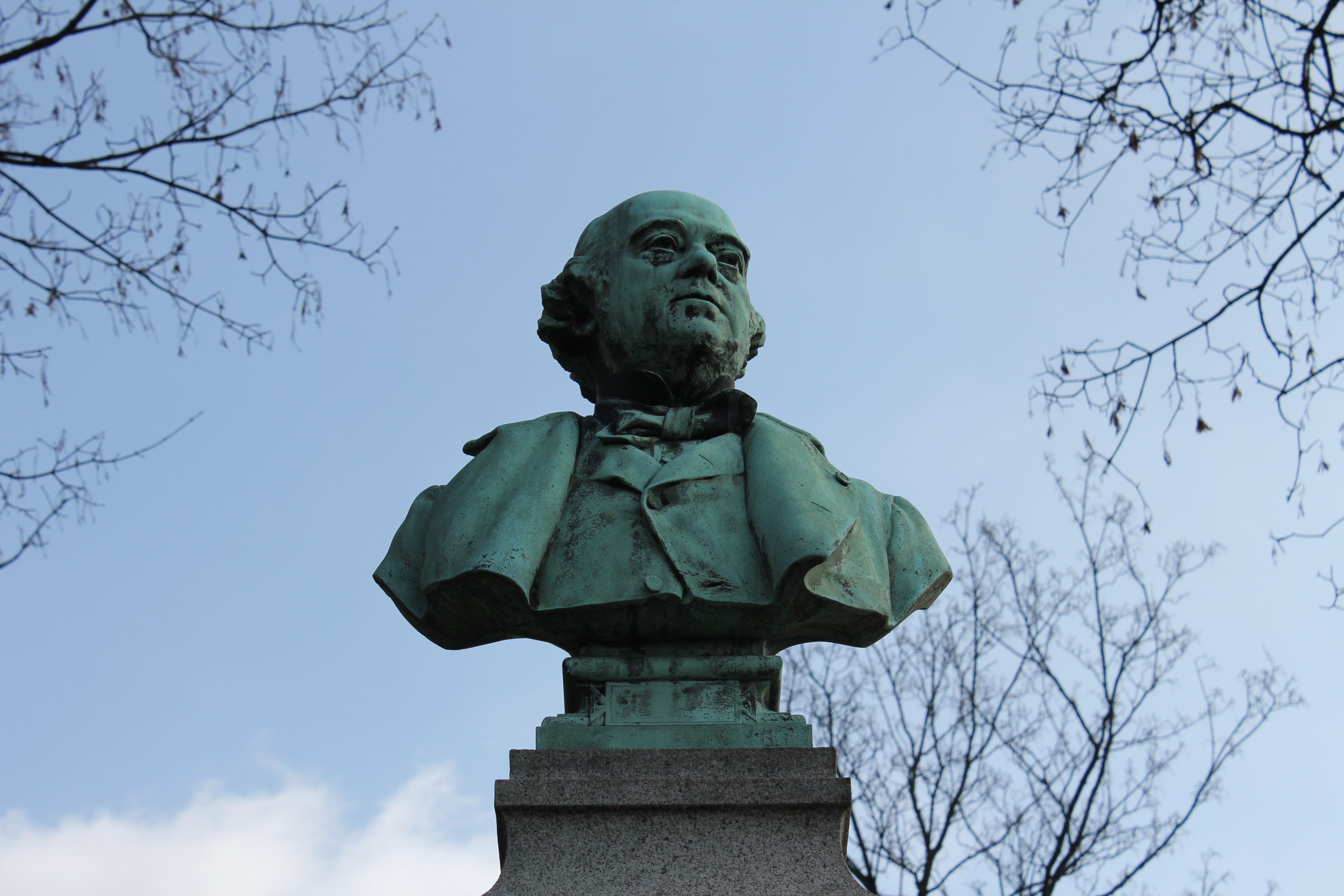
Henri Chapu, Buste de Ferdinand Barbedienne.
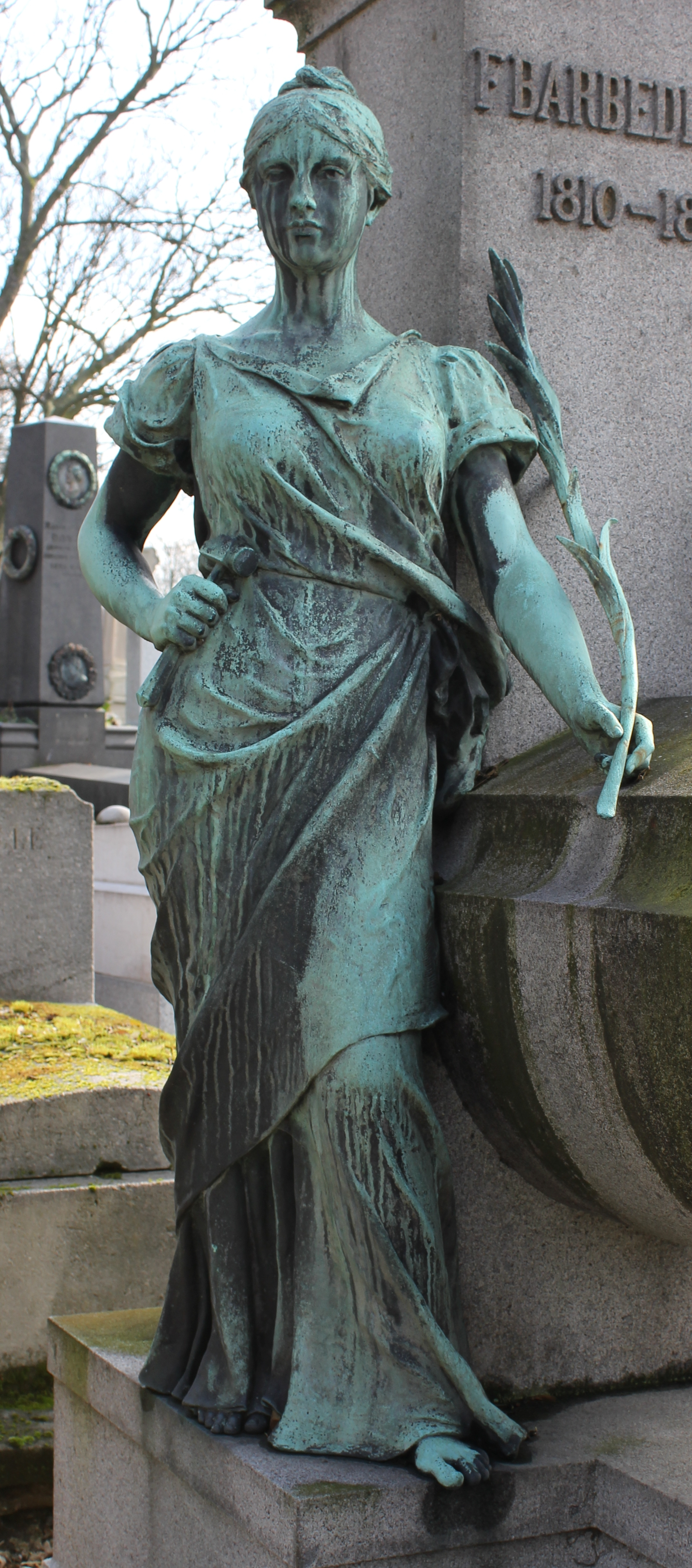
Alfred Boucher, L'Industrie.
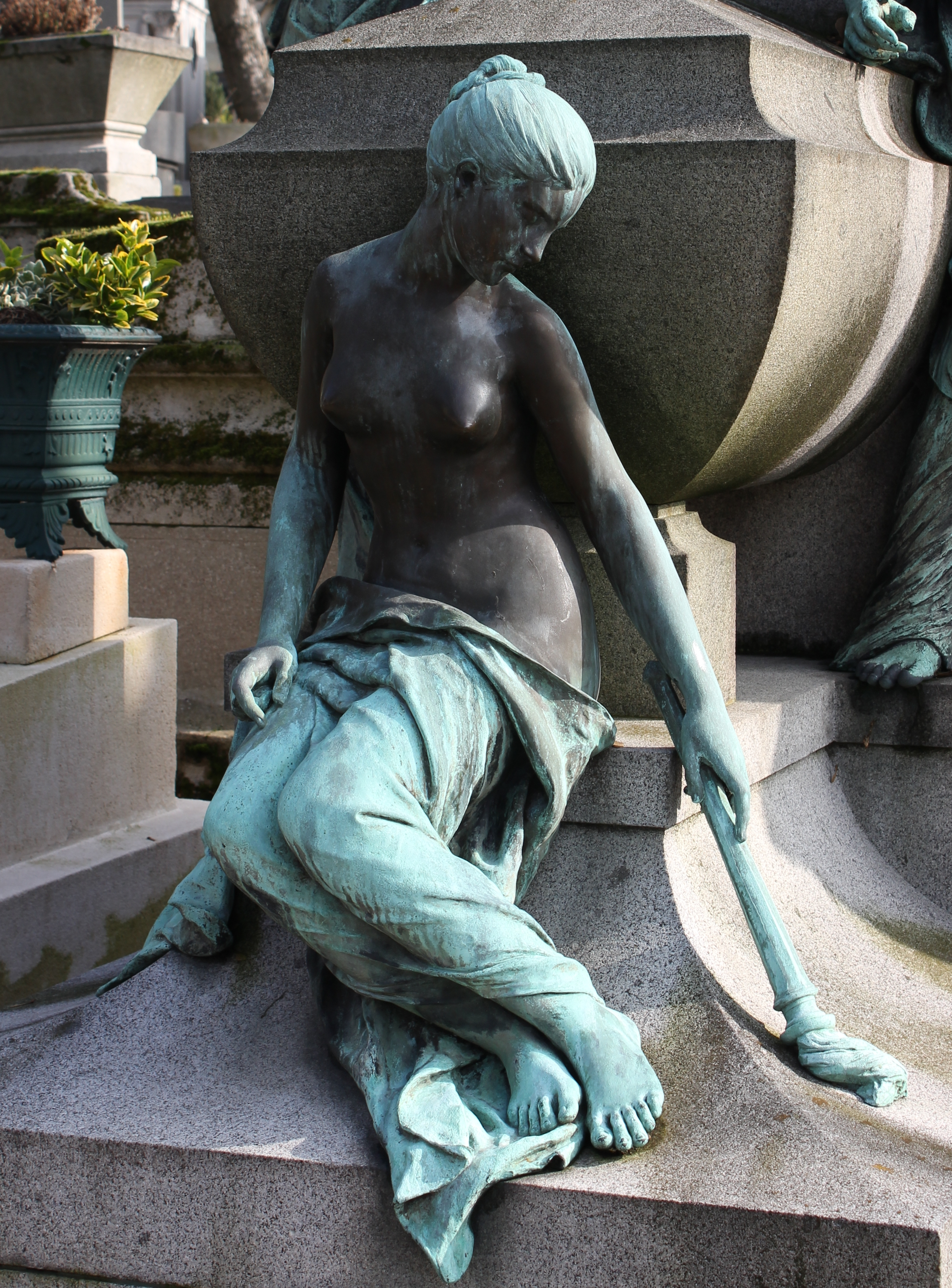
Alfred Boucher, La Douleur.
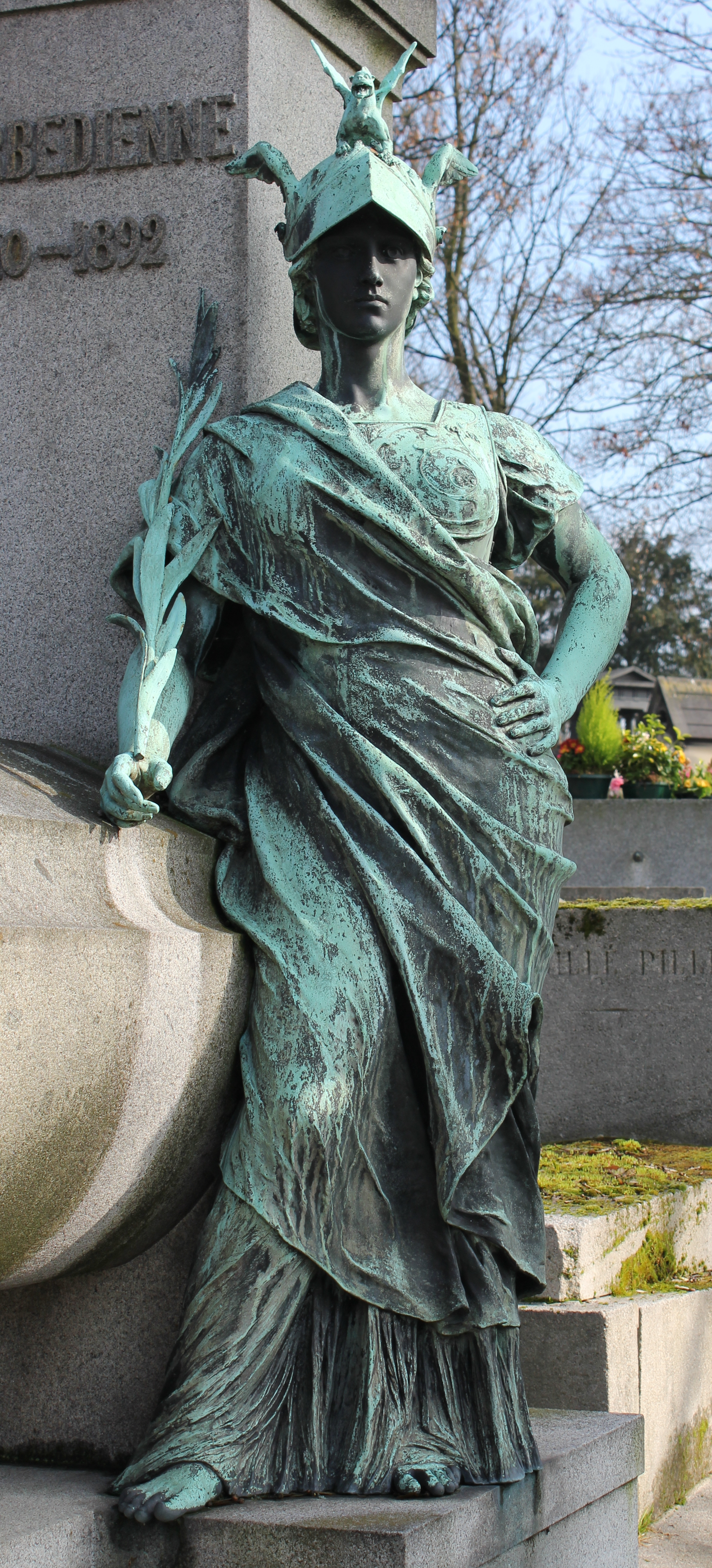
Alfred Boucher, L'Art.